# Eclipsa de Lună din 28 octombrie 2023
O eclipsă parțială de Lună a avut loc sâmbătă, 28 octombrie 2023.
octombrie 28, 2023

## Vizibilitate
Eclipsa a fost complet vizibilă peste Europa și cea mai mare parte a Asiei și Africii, a fost văzută ridicându-se deasupra Americii de Est și s-a încheiat peste Australia.
|                              |
| Harta vizibilității eclipsei |

## Galerie de imagini

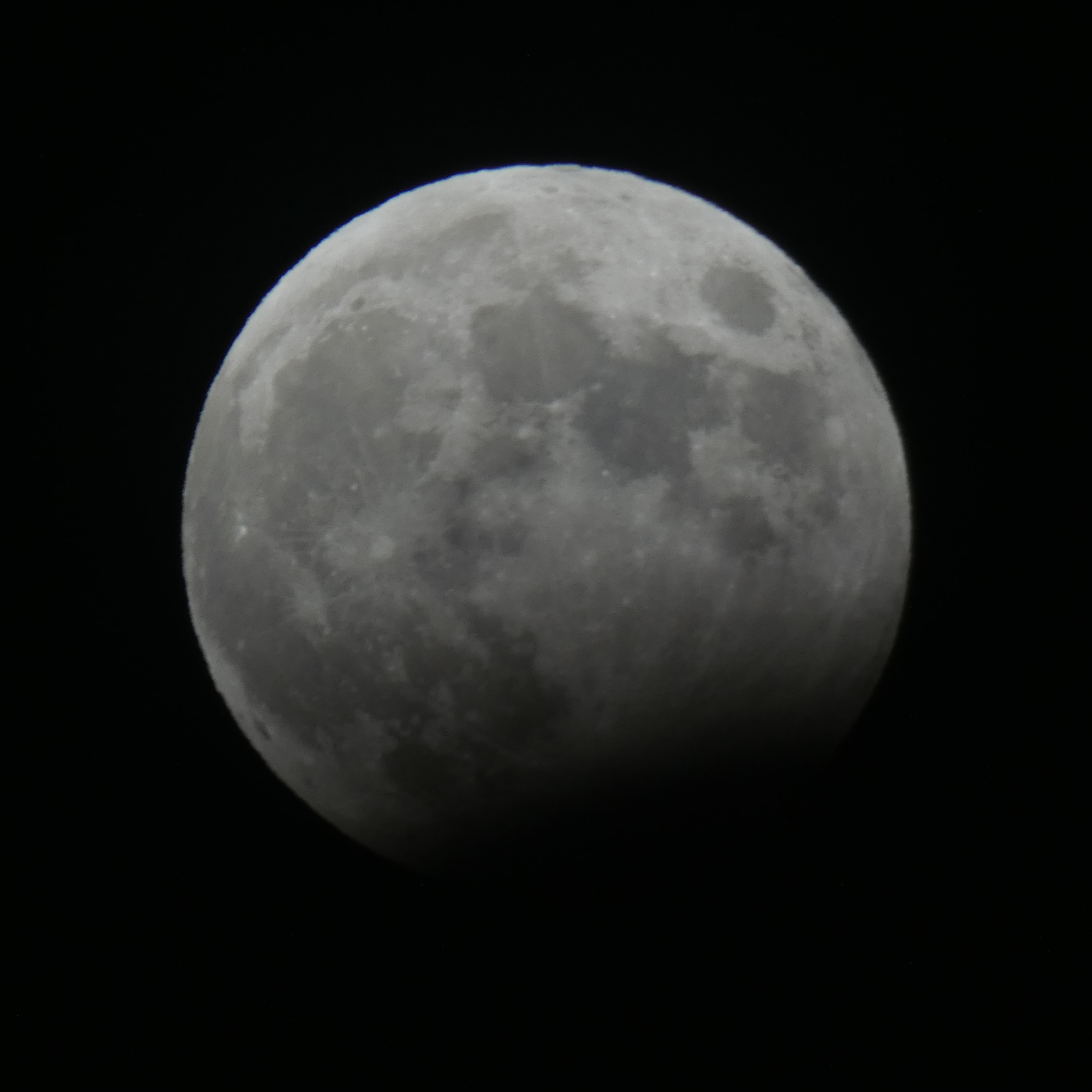
Eclipsa văzută la Logroño, Spania
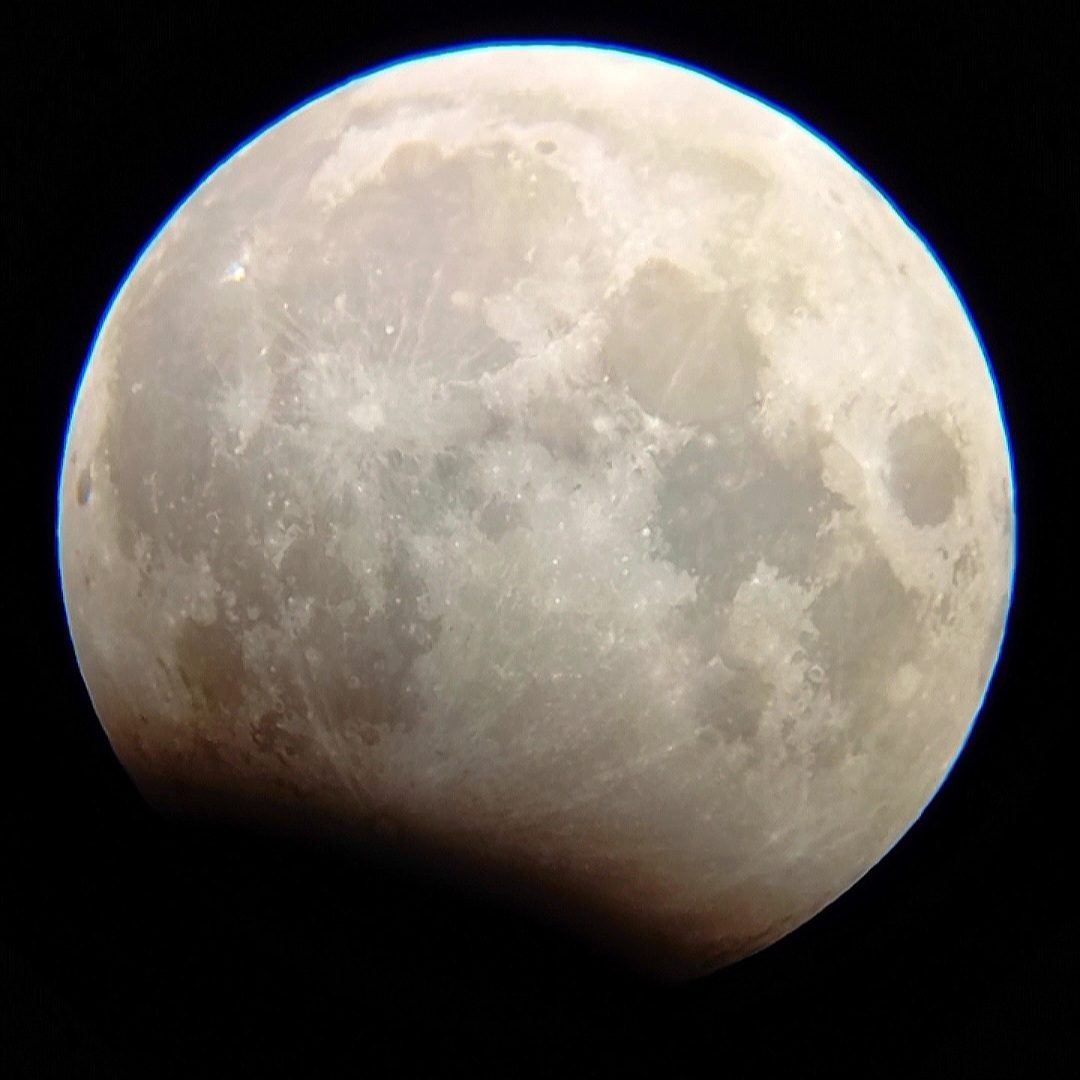
Eclipsa văzută din Saratov, Rusia, 20:14 UTC (00:14 UTC+4)
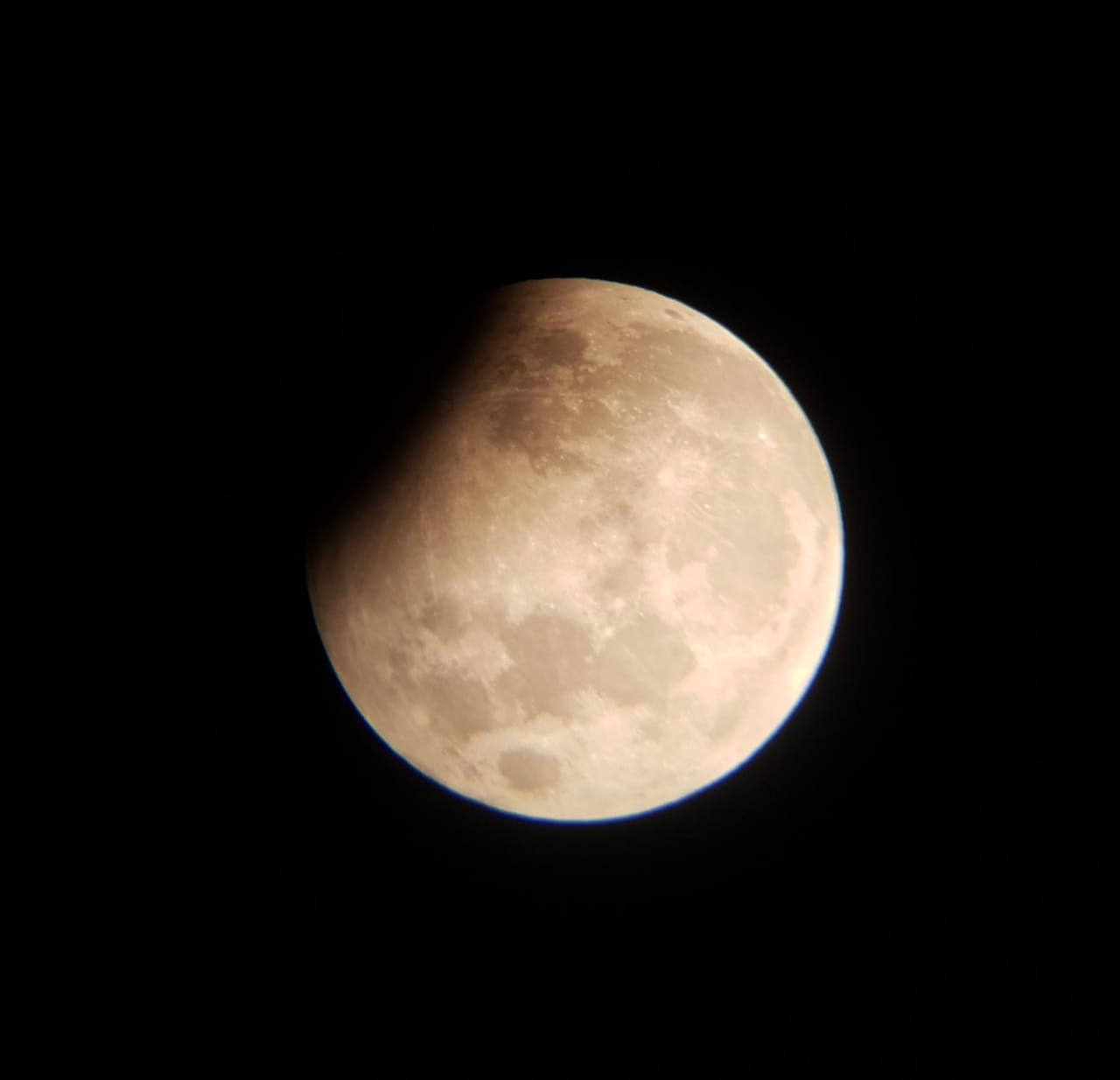
Eclipsa văzută la Bandung, Indonezia, la ora 03:14 UTC+7 (29 octombrie).
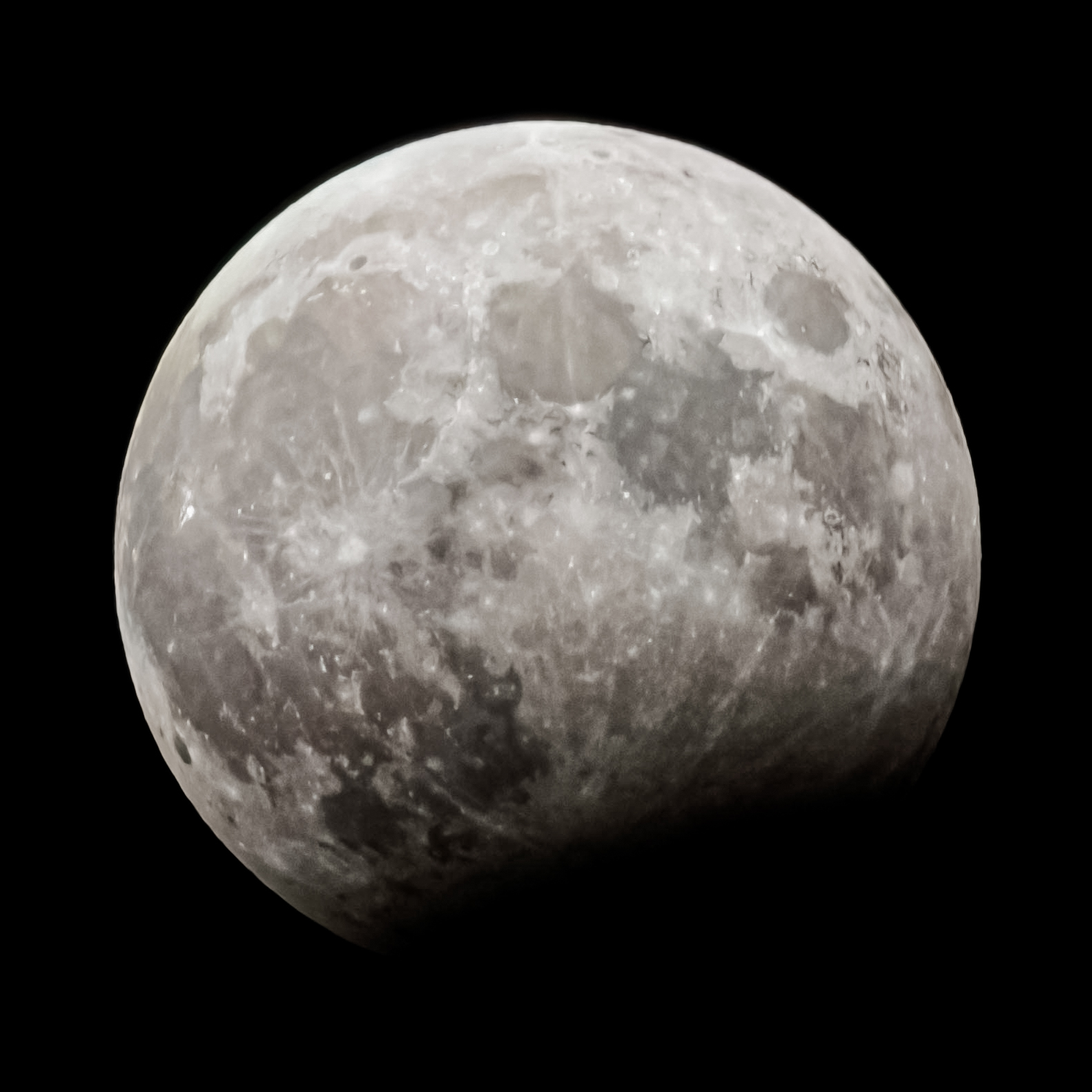
Eclipsa văzută din Austria, 20:17 UTC
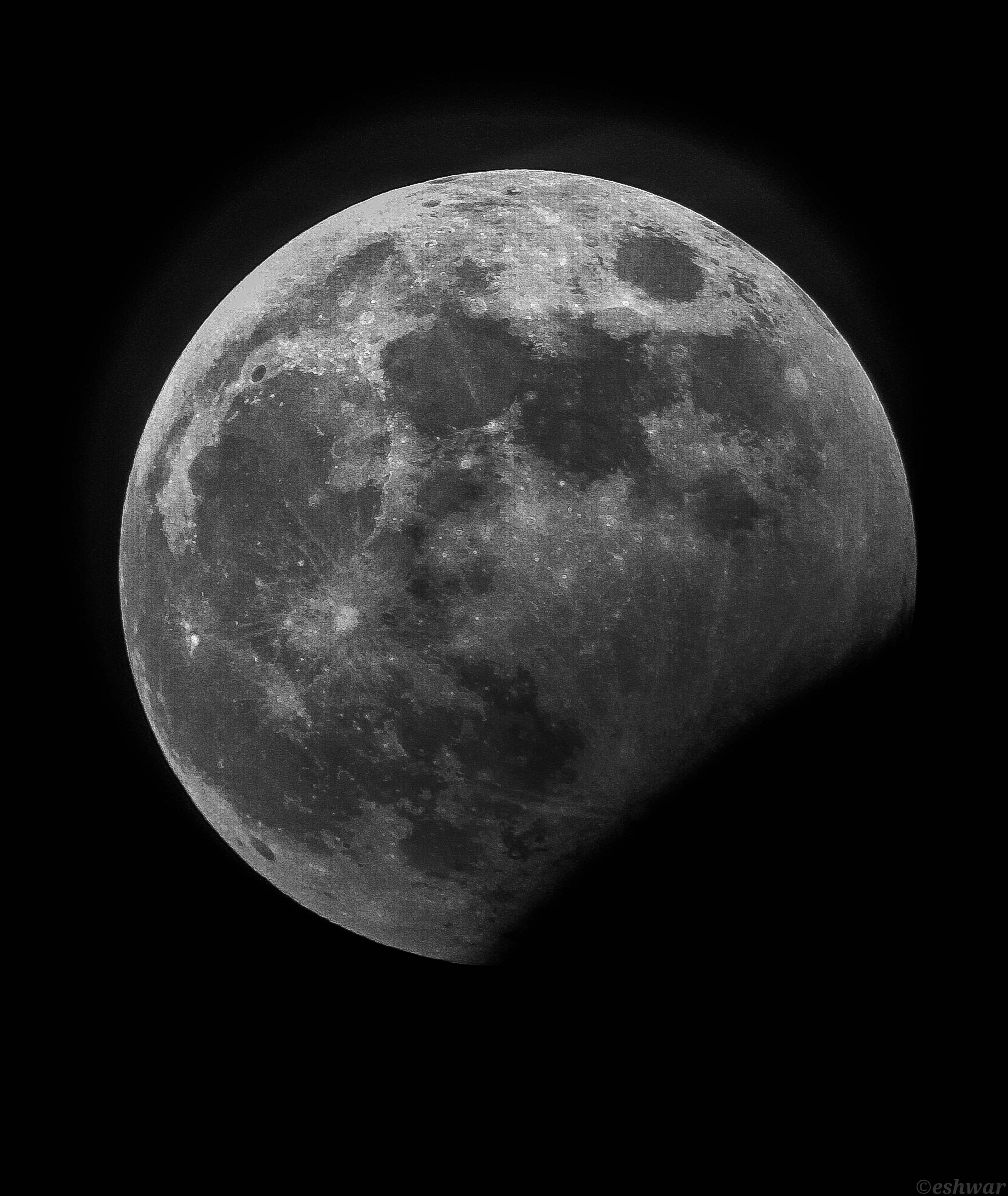
Eclipsa văzută din India, 20:21 UTC (01:51 UTC+5:30)

### Eclipse din 2023
- Eclipsa hibridă de Soare din 20 aprilie.
- Eclipsa de Lună prin penumbră din 5 mai.
- Eclipsa inelară de Soare din 14 octombrie.
- Eclipsa parțială de Lună din 28 octombrie.